# آلفا داگ
آلفا داگ (به انگلیسی: Alpha Dog) یک فیلم درام جنایی آمریکایی است به نویسندگی و کارگردانی نیک کاساوتیس که بر اساس داستانی واقعی ساخته شده است. بازیگرانی همچون امیل هرش، جاستین تیمبرلیک، بروس ویلیس، شارون استون، شان هاتوسی، بن فاستر، آماندا سایفرد، اولیویا وایلد، آنتون یلچین، دامینیک سوین و هدر والکوئیست در این فیلم بازی کردند. فیلم در تاریخ ۲۷ ژانویه ۲۰۰۶ به عنوان فیلم افتتاحیه جشنواره فیلم ساندنس اکران شد. در طول هفته اول نمایش، فیلم توانست به فروش ۶٬۴۱۲ هزار دلاری نائل آید. اکران فیلم در تاریخ ۲۲ فوریه ۲۰۰۷ به پایان رسید. در این مدت فیلم توانست فروش ۱۵٫۲ میلیون دلاری را در آمریکا تجربه کند. همچنین با فروش ۷۴۳ هزار نسخه از فیلم، ۱۲٫۳۲ میلیون دلار نیز از طریق فروش در رسانه خانگی عائد تهیه‌کنندگان شد.

## داستان
داستان فیلم که بر پایه رویدادهای واقعی ساخته شده به نوامبر ۱۹۹۹، در شهر کِلرمونت، کالیفرنیا بازمی‌گردد.
جانی ترولاو (امیل هرش)، مواد فروش جوان و پولداری است است که با کمک نوچه‌های وفادارش به نام‌های فرانکی (جاستین تیمبرلیک)، تیکو و الویس (شان هاتوسی)، وظیفه پخش و توزیع حشیش تهیه شده توسط پدرش (بروس ویلیس) را بر عهده دارد. او روزی با یکی از مشتریانش به اسم جیک مارکویتز (بن فاستر) که قادر به پرداخت بدهی‌هایش به ارزش ۸۰۰ دلار نیست مشکل پیدا می‌کند و پس از چند درگیری با یکدیگر، برای تحت فشار قرار دادن جیک برای پرداخت بدهی‌هایش، برادر نوجوان او را که زَک مارکویتز (آنتون یلچین) نام دارد را می‌رباید.
زَک که پسر ساده و چشم و گوش بسته‌ای است، به سرعت با جانی و دوستانش، دوست می‌شود و به همراه آنها به پارتی‌ها و خوشگذرانی‌های شبانه می‌رود. او با اینکه چندبار فرصت فرار کردن را می‌یابد، اما علاقه‌ای به بازگشت نزد خانواده‌اش نشان نمی‌دهد و ترجیح می‌دهد که به همراه ربایندگانش تفریح کند، حشیش بکشد و با دوستان دخترشان خوش بگذراند. این در حالیست که جانی پس از وقوع حوادثی، به این نتیجه می‌رسد که عملی که انجام داده، به کشانده شدن پلیس می‌انجامد و از انتقام جیک، برادر زَک احساس هراس و نگرانی شدیدی می‌کند. نهایتاً در یک حالت نیمه جنون تصمیم می‌گیرد که برای جلوگیری از شهادت دادن احتمالی زَک در دادگاهی که بخاطر آدم‌ربایی در آینده تشکیل شود، به زندان بیفتد و از این روی تصمیم به قتل گروگان بی‌خبر، که حال عضوی از حلقه دوستانه شده را می‌گیرد.